# Kraj Tarnopolski
Kraj Tarnopolski (okręg tarnopolski, ros. Тарнопольский край) – część Galicji, która w latach 1809-1815 przejściowo znalazła się w Imperium Rosyjskim.

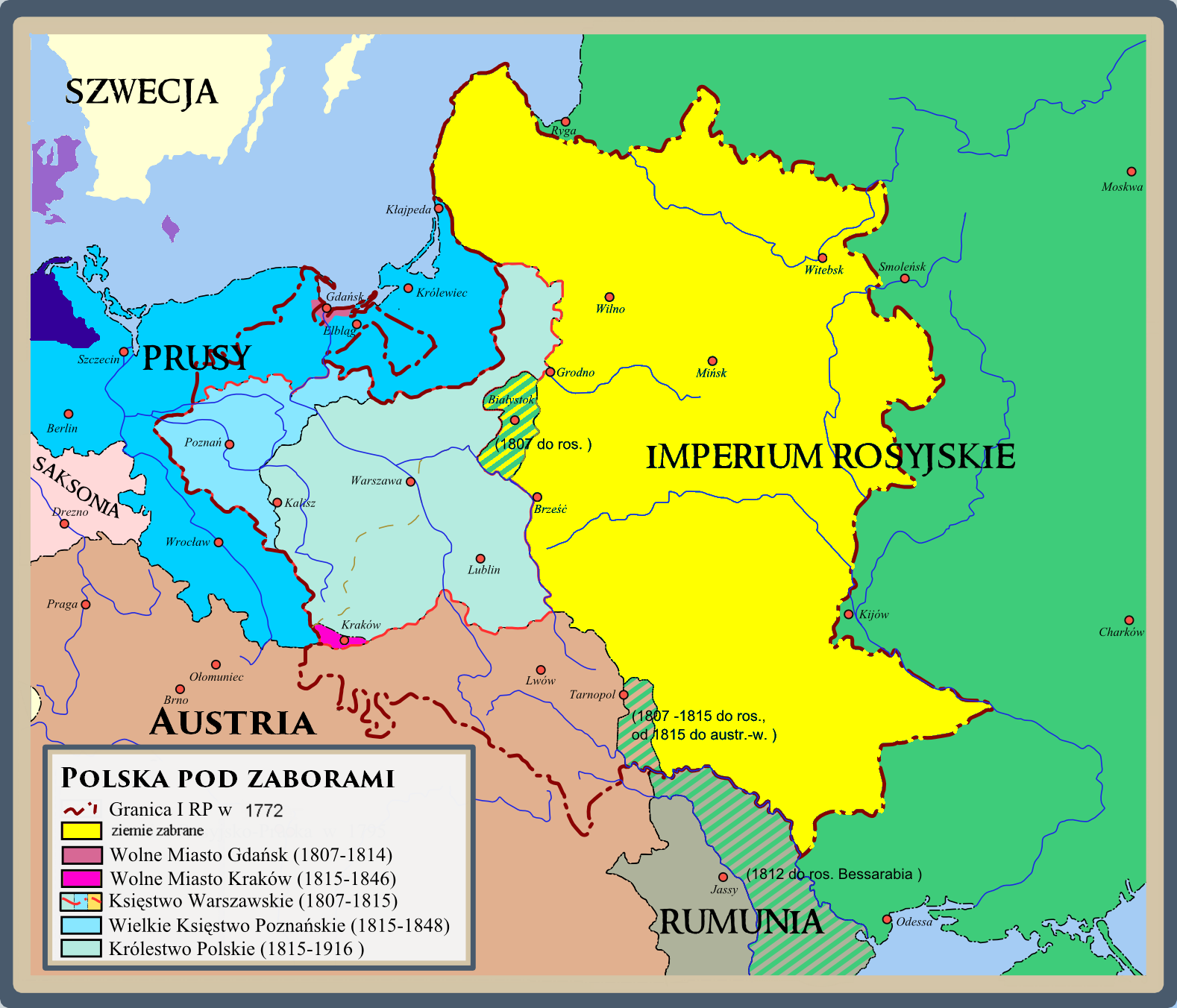
Zmiany granic zaborców

## Wojny napoleońskie
Obszar okolic Tarnopola znalazł się w Austrii w 1772 w wyniku I rozbioru Polski. Sytuacja ta zmieniła się w okresie wojny Napoleona z V koalicją – w tym m.in. Austrią.
W ciągu 1809 na zachodnim Podolu trzykrotnie zmieniła się władza: najpierw wojskowe władze francusko-galicyjskie usunęły rządy austriackie, następnie od 20 czerwca 1809 Austriacy powrócili do władzy. Potem zaś, od 28 czerwca została ustanowiona rosyjska i austriacka władza cywilna. Zgodnie z traktatem z Schönbrunn z 14 października 1809 większość zachodniego Podola wraz z Tarnopolem przeszło do Rosji. Obszar ten objął:
- cały cyrkuł tarnopolski  (z miejscowościami takimi jak: Budzanów, Chorostków, Grzymałów, Husiatyn, Ihrowica, Janów, Kopyczyńce, Medyń, Mikulińce, Nowe Sioło, Podwołoczyska, Skałat, Strusów, Suchostaw, Tarnopol, Tarnoruda, Touste, Trembowla, Zarudzie, Zbaraż),
- wschodni fragment cyrkułu brzeżańskiego w dolinie Strypy (z miejscowościami takimi jak: Rosochowaciec, Rakowiec, Sosnów, Chatki, Sokołów, Sokolniki, Złotniki, Hajworonka, Wiśniowczyk, Sapowa, Kujdanów, Bobulińce czy Petlikowce),
- większą część cyrkułu zaleszczyckiego, bez obszarów na zachód od Strypy i na południe od Dniestru (z miejscowościami takimi jak: Białobożnica, Bilcze Złote, Borszczów, Czortków, Dźwinogród, Gródek, Jagielnica, Jazłowiec, Jezierzany, Kolędziany, Korolówka, Krzywcze, Kudryńce, Mielnica, Okopy, Probużna, Sidorów, Skała, Tłuste, Ułaszkowce, Uście Biskupie, Uścieczko, Zaleszczyki).

Ponieważ prawie cały cyrkuł zaleszczycki wraz z Zaleszczykami odpadł do Rosji, został on z naturalnych przyczyn zniesiony. Pozostające przy Austrii obszary na zachód od Strypy (z Potokiem i Buczaczem) oraz na południe od Dniestru (ze Śniatynem, Gwoźdźcem, Kułaczkowcmi, Czernelicą, Zabłotowem, Horodenką i Michalczem) zintegrowano z cyrkułem stanisławowskim. Po powiększeniu w 1810 roku, cyrkuł stanisławowski stał się zbyt duży, przez co w 1811 roku z jego południowo-wschodniej części wyodrębniono nowy cyrkuł kołomyjski (z miastami Delatyn, Jabłonów, Kamionka Wielka, Kołomyja, Kosów, Kuty, Peczeniżyn i Pistyń). W jego skład wszedł także przyłączony rok wcześniej, położony na południe od Dniestru, fragment zniesionego cyrkułu zaleszczyckiego (ze Śniatynem, Gwoźdźcem, Kułaczkowcmi, Zabłotowem, Horodenką i Michalczem). 

## Organizacja
Zachodnią granicę Kraju stanowiła linia Załoźce-Zborów-rzeka Strypa. Siedzibą władz Kraju zostało miasto Tarnopol. Teren został wydany Rosji przez władze austriackie na początku 1810. Dekretem Aleksandra I od 14 sierpnia 1810 to terytorium nazwano Tarnopolskim krajem.
Krajem zarządzał namiestnik Ignatij Theyls, który wcześniej zaprowadził rosyjską administrację w przyłączonym kosztem Prus obwodzie białostockim. Namiestnik utworzył półautonomiczny organ zarządzający, nazywany Komitetem, który miał skupiać władzę administracyjno-sądową (faktycznie spoczywała ona nadal w ręku Theylsa).
Kraj dzielił się na początkowo na dwa okręgi: tarnopolski (marszałek powiatowy F. Korytowski), zaleszczycki (marszałek powiatowy A. Szumlański), w 1814 utworzono trzeci – trembowlański (marszałek powiatowy Jan Tadeusz Gromnicki).
Rosyjskie władze wprowadziły kalendarz juliański oraz rosyjskie paszporty. Utworzono rosyjskie szkoły, odbudowano również zamek w Tarnopolu. W porównaniu do rządów austriackich zmniejszono obciążenia nakładane na ludność – m.in. obniżono podatki, ograniczono pobór do wojska. Przy obsadzaniu stanowisk faworyzowano polską szlachtę.

## Powrót do Austrii
Zgodnie z postanowieniami kongresu wiedeńskiego 6 czerwca 1815 terytorium Kraju Tarnopolskiego zwrócono Austrii. Usunięty z urzędu namiestnik Theyls wyjechał do Białegostoku, gdzie w poczuciu krzywdy, zmarł we wrześniu 1815.
W związku z tym reaktywowano cyrkuł tarnopolski, który początkowo objął całe terytorium zniesionego Kraju Tarnopolskiego, a więc obszar znacznie większy niż przed 1810, obejmując także zasadnicze części dawngo cyrkułu zaleszczyckiego (te na wschód od Strypy i na północ od Dniestru) oraz wschodnie pasmo cyrkułu brzeżańskiego w dolinie Strypy. Z uwagi na jego nadmierne rozmiary, zaszła potrzeba utworzenia nowego cyrkułu w południowej części. Nie zdecydowano się jednak na odtworzenie cyrkułu zaleszczyckiego, a w jego miejsce 2 lutego 1816 roku utworzono cyrkuł czortkowski z siedzibą w bardziej centralnie położonym Czortkowie. Nowy cyrkuł czortkowski nie objął jednak dawnych zaleszczyckich terytoriów położonych na zachód od Strypy i na południe od Dniestru, które pozostały przy cyrkule stanisławowskim, względnie kołomyjskim). Zmieniła się też południowa granica cyrkułu tarnopolskiego, ponieważ nowy powiat czortkowski objął większe terytorium niż cyrkuł zaleszczycki sprzed 1810 roku, włączając także rejony Budzanowa, Suchostawu, Chorostkowa, Kopyczyniec i Husiatyna, które w latach 1783–1809 należały do przedtraktatowego cyrkułu tarnopolskiego (choć w latach 1782–1783 należały do cyrkułu zaleszczyckiego). Dawne wschodnie rubieże cyrkułu brzeżańskiego w dolinie Strypy nie powróciły do niego, zostając w składach cyrkułów tarnopolskiego i czortkowskiego (rozgraniczenie cyrkularne w tym rejonie poprowadzono między Sapową a Kujdanowem).